# Cantón de Ajaccio-6
El cantón de Ajaccio-6 era una división administrativa francesa, que estaba situada en el departamento de Córcega del Sur y la región de Córcega.

## Composición
El cantón estaba formado por una fracción de la comuna que le daba su nombre:
- Ajaccio (fracción)

## Supresión del cantón de Ajaccio-6
En aplicación del Decreto nº 2014-229 de 24 de febrero de 2014, el cantón de Ajaccio-6 fue suprimido el 22 de marzo de 2015 y la fracción de la comuna que le daba su nombre se unió con las demás para que, por medio de una reestructuración cantonal, fueran creados los nuevos cantones de Ajaccio-1, Ajaccio-2, Ajaccio-3, Ajaccio-4 y Ajaccio-5.